# Vivienne de Watteville
Pour les articles homonymes, voir Watteville.
Vivienne de Watteville (1900-1957) est une aventurière britannique, fille unique du naturaliste suisse Bernard Perceval de Watteville et de l'Anglaise Florence Emilie Beddoes.

## Biographie
Sa mère décède en 1909. Vivienne passe son enfance en Angleterre, mais effectue de nombreux séjours en Norvège avec son père, à Sirdal dans le comté de Vest-Agder. Elle est en Afrique orientale avec lui en 1923-24 lorsqu’il est tué par un lion ; elle achève l’expédition et la raconte dans son premier livre, Out in the blue.
Fin des années 1920, elle retourne seule au Kenya et installe sa tente dans la savane où elle filme éléphants et rhinocéros. Elle entreprend ensuite l’ascension du Mont Kenya et découvre les chutes qui portent aujourd’hui son nom (Vivienne Falls, à l'est du lac Michaelson). Son livre Speak to the Earth, publié en 1935, traduit et édité l'année suivante par Payot sous le titre L’appel de l’Afrique (sous-titré : Séjour et méditations parmi les éléphants et montagnes du Kenya) raconte ses aventures. Ce dernier ouvrage est réédité en 1997 en édition de poche sous forme de deux volumes : Un thé chez les éléphants et Petite musique de chambre sur le mont Kenya.
En 1929-1930, elle loue une maison sur l'île de Port-Cros avec sa grand-mère paternelle, Blanche Eléonore de Gingins, qu'elle appelle Grandminon, et qui aura joué un rôle important dans sa vie. Cette époque est évoquée dans son ouvrage posthume, Seeds that the Wind may Bring.
Elle épouse le 23 juillet 1930 George Gerard Goschen, de 13 ans plus âgé qu'elle, et ils s'installent dans le Sussex (Angleterre). Ils auront deux enfants, David Bernard (né en 1931) et Tana (1932), ainsi nommée d'après la rivière Tana au Kenya.
Elle décède d'un cancer le 27 juillet 1957, quatre ans après son mari.

## Œuvres
- Out in the blue, Methuen, 1927.
- Speak to the earth, Methuen, 1935.
  - traduction française : L'appel de l'Afrique. Séjour et méditations parmi les éléphants et les montagnes du Kenya, Payot, 1936.
  - puis publication de l'ouvrage en deux tomes : 
    - tome 1 : Un thé chez les éléphants, Payot, 1997, et rééd.  (ISBN 978-2228893251) ;
    - tome 2 : Petite musique de chambre sur le mont Kenya, Payot, 1997, et rééd.  (ISBN 978-2228894814).
- Seeds that the Wind may Bring, Methuen, 1965 (édition posthume).
  - traduction française : Une Île sans pareille - Souvenirs de Port-Cros 1929-1930, Éditions Claire Paulhan, 2019[5].